# Susana Gallardo
Susana Gallardo Torrededía (Barcelona, 2 de diciembre de 1964) es una politóloga y empresaria española.

## Biografía
Hija de María Teresa Torrededía y Antonio Gallardo Ballart. Se graduó en Ciencias Políticas y Económicas en Universidad de Oxford. 
Contrajo matrimonio con el empresario Alberto Palatchi, y luego con el político Manuel Valls. Es madre de Gabriela, Marta y Alberto Palatchi Gallardo. 
Fue vicepresidenta de la empresa española Pronovias, una tienda especializada en moda nupcial con sucursales en varios países.
Su familia es dueña de los laboratorios Almirall.